# Аоба (тяжёлый крейсер)
«Аоба» (яп. 青葉 重巡洋艦 по названию горы в префектуре Киото) — японский тяжёлый крейсер. Головной корабль типа «Аоба». Принимал активное участие в боевых действиях на Тихоокеанском театре Второй мировой войны в 1941—1944 годах. Потоплен американской авиацией в Куре в июле 1945 года.

## Строительство
Постройка кораблей этого типа была связана с реализацией «Новой кораблестроительной программы по замене кораблей по условиям Вашингтонского договора 1923 года». В 1922 году было принято решение построить шесть новых тяжелых крейсеров. Четыре из них были классическими примерами крейсеров «вашингтонского типа» водоизмещением 10 000 тонн и 10-ю 200-мм орудиями (будущий тип Мёко). Два должны были иметь характеристики, близкие к уже строившимся на верфях двум крейсерам типа Фурутака, чтобы в перспективе составить с ними соединение из четырёх однородных кораблей. Крейсера получили условное название «крейсера среднего типа». Будущий Аоба считался вторым по времени закладки в серии, поэтому в документах числился как «крейсер среднего типа № 2» или «крейсер класса А № 4». Заказ на строительство был выдан в июне 1923 года, а сам корабль был заложен на верфи «Мицубиси» в Нагасаки 18 сентября 1923 года. Корабль по традиции получил название по имени горы Аобасан в префектуре Мияги. Имя использовалось в японском флоте впервые. Оценочная стоимость крейсера составлял 15 миллионов иен
Первоначально крейсер должен был стать очередным кораблём типа Фурутака, однако на этапе проектирования, по инициативе Морского Генерального Штаба, в него были внесены существенные изменения, приведшие к тому, что новая пара тяжелых крейсеров была выделена в отдельный тип. Наиболее серьёзными были изменения в вооружении: вместо одноорудийных башен главного калибра были установлены двухорудийные. Также были установлены и более мощные зенитные орудия. Были изменены размеры труб и надстроек, предусмотрена установка катапульты. В результате у новых кораблей было значительны превышены все нормальные пределы перегрузки, полное водоизмещение превышало 9800 тонн. Увеличилась осадка и соответственно уменьшилась высота надводного борта, уменьшилась скорость и дальность плавания. Значительно ухудшилась и остойчивость корабля.

## Вооружение

### Артиллерийское вооружение
Главный калибр состоял из шести 200-мм орудий с длиной ствола 50 калибров орудия типа 3, установленных в трёх двухорудийных башнях модели «С». Орудийные установки, принятые на вооружение в 1926 году, имели угол возвышения 40°, что обеспечивало дальность стрельбы 26 километров. Установка массивных двухорудийных башен вместо одноорудийных «полубашен» модели «А» позволила увеличить дальность стрельбы, повысить скорострельность, снизить утомляемость прислуги, особенно, работающей на подаче боезапаса, сделать подачу более надёжной и защищённой. Однако это привело к значительному увеличению веса почти на 126 тонн. К тому же двухорудийные башни оказались слишком большими для этих крейсеров — после испытательных стрельб корпус и палубу вокруг кормовой башни пришлось укреплять.
Замена артиллерии главного калибра была одной из главных задач модернизации 1938—1940 гг. На «Аоба» были установлены новые 203,2-мм орудия тип 2 № 1 с максимальным углом возвышения 40 градусов и дальностью стрельбы почти 29 километров. Теперь крейсер мог использовать более тяжёлые и эффективные «ныряющие» снаряды тип 91.
В октябре 1942 года одна из башен была полностью разрушена в бою у мыса Эсперанс, а так как заменить её было нечем, она была временно демонтирована. Отверстие в палубе закрыли 25-мм плитой из стали. В итоге, к февралю 1943 года число орудий главного калибра сократилось до четырёх. Башня была отремонтирована и возвращена на своё место во время следующего ремонта крейсера осенью 1943 года.

### Зенитное вооружение
Средний калибр, основной задачей которого была ПВО корабля, состоял из четырёх 120-мм артиллерийских орудий «тип 10» с длиной ствола 45 калибров, появившихся на флоте только в 1926 году. Они были установлены в одноорудийных установках модели «В» без щитов с ручным обслуживанием. В 1930 году установки модели «В» заменили установками со щитом и электрогидравлическим приводом модели "В ", для которых пришлось сделать небольшие спонсоны. В ходе модернизации 1938—1940 гг. не удалось установить более совершенные спаренные 127-мм установки из-за их чрезмерно большого веса и габаритов. Поэтому на Аоба были оставлены 120-мм орудия и заменена система управления артиллерийским огнём.
Для ближней защиты от самолётов на мостике имелось два 7,7-мм пулемёта Льюис, которые импортировались из Англии и были приняты на вооружение в 1925 году. Эти пулемёты оказались слишком тяжёлыми и ненадёжными. В целом зенитное вооружение корабля было явно недостаточным, что было характерно для всех военных кораблей постройки 1920-х гг. в 1932 году по бокам носовой надстройки установили спонсоны для двух счетверённых установок 13,2-мм пулемётов типа Гочкис на тумбах с ручным обслуживанием, которые в Японии назывались 13-мм пулемёты тип 93.
В ходе модернизации 1938—1940 гг. вокруг второй дымовой трубы были установлены четыре спаренных 25-мм автоматических орудия тип 96, а вместо счетверённых установок 13-мм пулемётов были оставлены спаренные. Во время ремонта корабля в конце 1942—начале 1943 гг. были установлены две строенных 25-мм установки (одна вместо башни ГК № 3, вторая вместо 13-мм пулемётов. В итоге общее число 25-мм орудий достигло 14 единиц.
Когда Аоба был повреждён в очередной раз, во время ремонта в Куре башня главного калибра была возвращена на место и строенную установку 25-мм орудий пришлось демонтировать. Чтобы компенсировать ослабление зенитной артиллерии в районе грот-мачты были установлены две спаренные установки того же калибра. Но наиболее радикальное усиление зенитного вооружения было произведено в июне 1944 года, когда во время ремонта в Сингапуре корабль получил две строенных 25-мм установки: в носовой надстройке и в корме. К этому времени японское командование активно насыщало все корабли этими автоматами, поэтому по всему кораблю были расставлены ещё 15 одиночных установок. Они не получили каких-либо систем управления огнём, поэтому их боевая ценность была невелика, но номинально в середине 1944 года число этих орудий достигло 36 единиц. Находясь в Куре в конце войны корабль фактически использовался как плавучая батарея ПВО, поэтому на него были дополнительно установлены ещё четыре спаренных 25-мм орудий.

### Торпедное вооружение
Хотя первоначально установка опасного торпедного вооружения на крейсерах типа «А» не предусматривалась, оно всё же были установлены. Морской Генеральный штаб планировал что ночные бои с массированным применением торпедного оружия станут одним из основных видов боя. Поэтому вооружение крейсеров торпедами стало обязательным условием. На Аоба были установлены сразу шесть двухтрубных неподвижных торпедных аппаратов типа 12. Общее число торпед достигало 24 единиц типа 8 года № 2 калибром 610-мм.
Во время модернизации 1938—1940 гг. торпедные аппараты типа 12 заменили двумя четырёхтрубными поворотными аппаратами со щитами на верхней палубе по бокам от катапульты. С 1940 года эти крейсера несли по 16 торпед типа 93: 8 находились в ТА, а остальные по 4 с борта — в закрытых стеллажах спереди аппаратов на роликах, что позволяло быстро производить перезарядку.

### Авиационное вооружение
Так как крейсера типа «А» предназначались в первую очередь для разведывательных целей, то требования Морского Генерального штаба установить авиационную катапульту были вполне логичными. Первоначально корабль вступил в строй без катапульты, но уже в 1929 году он получил катапульту типа Куре № 1, работающую на сжатом воздухе. В 1929 году крейсер были оснащён гидросамолётом Йокосука K1Y, который находился на нём до конца 1931 года. Ещё через год крейсер получили гидросамолёт Накадзима E2N.
Во время модернизации была установлена новая пороховая катапульта типа Куре № 2 модель 5. Авиация крейсера была представлена двумя разведывательными гидросамолётами Каваниси E7К и Накадзима Е8N: один на катапульте, другой — на платформе за трёхногой грот-мачтой, оснащённой более мощным краном. С ноября 1940 года по сентябрь следующего корабль временно нёс по одному гидросамолёту этих типов.
В течение лета и осени 1942 года гидросамолёты Каваниси E7К на Аоба были заменены разведчиками Айти Е13А1. После ремонта в феврале 1943 года крейсер вместо одного из двух Е13А получил один корректировщик Мицубиси F1M2. Эти самолёты он нёс до апреля 1943 года, когда снова был повреждён. После ремонта с ноября 1943 года по декабрь 1944-го, когда был разоружен в Куре, он нёс 1-2 корректировщика F1M. С декабря крейсер самолётами не оснащался.

## История службы

### Довоенный период
После вступления в строй Аоба был приписан к морскому округу Йокосука, но уже в 1932 году его перевели в округ Куре, к которому он был приписан вплоть до исключения из списков флота. Крейсер, вместе с однотипным Кинугаса действовал в составе 5-й дивизии крейсеров. В течение 1932 года корабль находился в резерве. В мае 1933 года крейсер был переведён в состав 6-й дивизии крейсеров, став её флагманским кораблём (в 1936 году временно числился в составе 7-й дивизии крейсеров). С 1 декабря 1936 года Аоба был вновь выведен в резерв, в котором должен был находиться до начала модернизации летом 1937 года. Однако разраставшийся конфликт с Китаем заставил отложить начало модернизации и крейсер был использован для перевозки войск в район боевых действий. 1 сентября 1937 года корабль был вновь выведен в резерв. Первоначально модернизация тяжёлых крейсеров типов Фурутака и Аоба не предусматривалась, так как, согласно новой 10-летней кораблестроительной программе, на 1937—1945 гг. был предусмотрен вывод их из состава флота из-за достижения предельного 20-летнего возраста и строительство вместо них шести новых кораблей. Однако из-за загруженности верфей в 1936 году было всё же решено провести их модернизацию..
Модернизация включала в себя, прежде всего, стандартизацию и улучшение вооружения (основного, зенитного, торпедного и авиационного), установку более совершенной системы управления. Была произведена замена на нефтяные котлы со смешанным отоплением, что позволило увеличить дальность хода до 8000 км при скорости 12 узлов. При модернизации водоизмещение корабля увеличилось, но благодаря установке новых булей большего размера, остойчивость корабля улучшилась.
По окончании модернизации 15 ноября 1940 года крейсер Аоба вошёл в состав 6-й дивизии в качестве флагманского корабля. Вместе с крейсером Како они составили 1-й отряд дивизии. До конца октября 1941 года крейсер принимал участие в тренировках в водах метрополии. 30 ноября 1941 года 6-я дивизия направилась к островам Бонин. Аоба являлся флагманским кораблём контр-адмирала Гото Аримото.

### Начало войны на Тихом океане
6-я дивизия, базируясь на Бонинских островах, должна была прикрывать операции против американской базы на острове Гуам . Соединение ещё 4 декабря вышло в море, однако слабо укреплённый Гуам был захвачен уже 10 декабря без вмешательства тяжелых кораблей. 12 декабря крейсеры прибыли в базу на атолле Трук. Однако захват другой американской базы на Тихом океане — острова Уэйк, с первой попытки не удался. Из-за угрозы ответных мер со стороны американского командования, для повторной атаки на остров были привлечены значительные силы японского флота. 6-я дивизия крейсеров вышла в море 13 декабря 1941 года, осуществляя прикрытие операции и вернулась в базу только 10 января 1942 года после захвата острова. 
После этого эпицентр боевых действий переместился на юго-запад, где были задействованы почти все японские тяжелые крейсера. Однако самые слабые крейсера 6-й эскадры были оставлены в Труке. В январе 1942 года Аоба вместе с другими крейсерами дивизии прикрывали высадку японских десантов в Рабауле и Кавиенге. 21 января в ходе операции крейсер подобрал из воды экипаж австралийской летающей лодки, сбитой за четыре дня до этого японскими палубными самолётами с авианосца Сёкаку. Затем, в марте 1942 года 6-я дивизия вновь прибыла в Рабаул. Там японские крейсера (6-я и 18-я дивизии) прикрывали высадку десантов на восточном побережье Новой Гвинеи (в Лаэ и Саламуа), островах Бугенвиль, Шортленд и Манус.
Следующим этапом японского наступления в этом районе стала операция по захвату Порт-Морсби. Крейсера 6-й дивизии вместе с лёгким авианосцем Сёхо входили в состав группы прикрытия оперативного Соединения «МО». В начале мая соединение выдвинулось в направлении Кораллового моря. Против него выступили два оперативных соединения (Task Force) американского флота (11-е и 17-е). Встреча противников привела к сражению в Коралловом море. Утром соединение прикрытия было атаковано американской авиацией с авианосцев Лексингтон и Йорктаун. Корабли 6-й дивизии со своим слабым зенитным вооружением не смогли оказать серьёзного противодействия и воспрепятствовать потоплению авианосца Сёхо (были сбиты всего 3 из 93 самолётов). Сами крейсеры не получили повреждений лишь потому, что все самолёты сосредоточились на атаках на авианосцы. Итогом сражения стал отказ от захвата Порт-Морсби. 16 мая крейсер Аоба вернулся на Трук, а затем перешёл в метрополию для проведения планового ремонта. Ремонт и докование проходили с 22 мая по 16 июня.

### Кампания у Соломоновых островов
После ремонта в Японии Аоба вернулся в юго-западный район на Рабаул. 6-я дивизия вошла в состав сформированного 8-го Флота под командованием вице-адмирала Микавы. После получения сообщений о высадке американцев на острове Гуадалканал основные силы 8-го Флота (5 тяжелых крейсеров, 2 лёгких крейсера и эсминец) вышли в море. В ночь на 9 августа соединение Микавы атаковало союзный флот, расположенный к северу от Гудалканала. Крейсер Аоба сыграл большую роль в бою у острова Саво. Гидросамолёты крейсера дважды (утром и днём 8 августа) провели успешную разведку вражеского 62-го оперативного соединения (6 тяжелых и 2 лёгких крейсеров и 15 эсминцев), своевременно обнаружив разделение сил противника. Ночью японские крейсеры, выстроившись в кильватерную колонну, последовательно атаковали две группы союзных кораблей. Аоба, будучи флагманом 6 дивизии, двигался вторым после тяжёлого крейсера Тёкай.
Первой подверглась атаке южная группа союзных кораблей. За 6 минут были значительно повреждены тяжелые крейсера Чикаго и Канберра. На этом этапе боя Аоба не получил попаданий. Вслед за этим была атакована северная группа. На этот раз бой был более ожесточённым, так как американские крейсера (Астория, Винсенс, Куинси) смогли открыть ответный огонь. В торпедный аппарат левого борта крейсера попал снаряд неустановленного калибра, вызвав пожар. Но, поскольку из 16 торпед 13 уже были выпущены, серьезных повреждений удалось избежать. За время боя Аоба выпустил по противнику 182 снаряда, а также 13 торпед. Точно определить, какие именно корабли были поражены его орудиями и аппаратами невозможно, но, судя по характеру боя, попадания были во все корабли противника. Японский крейсер потерь не понёс, за исключением экипажа разведывательного самолёта, который не вернулся с очередного задания.
Несмотря на успех японцев в морском сражении, американцы закрепились на Гуадалканале и борьба за него приняла затяжной характер. Крейсера 6-й дивизии (без потопленного ранее крейсера Како) входили в состав группы прикрытия Соединения Южных Морей. В конце августа 1942 года они принимали участие в бою у Восточных Соломоновых островов, но в боевой контакт с противником не вступали. Только гидросамолёты с крейсеров (в том числе и Аоба) совершили налёт на аэродром Гендерсон.
Весь сентябрь крейсер находился в районе острова Шортленд, прикрывая операции по снабжению гарнизона Гуадалканала. Большая часть подкреплений доставлялась на эсминцах (т. н. Токийский экспресс), что не позволяло перебросить на остров тяжёлое вооружение. В начале октября японское командование спланировало операцию по доставке тяжёлого вооружения транспортными судами. Нейтрализацию американской авиации собирались провести дневными атаками авиации и ночным обстрелом крейсерами 6-й дивизии. Проведённая операция в ночь на 11 октября привела к бою у мыса Эсперанс, во время которого ударная группа японских крейсеров неожиданно была атакована 64 оперативным соединением американского флота (2 тяжёлых крейсера, 2 лёгких крейсера и 5 эсминцев).
Японское соединение во главе с Аоба под общим командованием контр-адмирала Гото, не подозревая о присутствии американских кораблей, сразу оказалось под сосредоточенным огнём противника. К тому же после первых залпов адмирал, ошибочно полагая, что находится под огнём своих же кораблей, приказал разворачиваться на обратный курс, двигаясь вдоль вражеского строя. Крейсер Аоба получил множество попаданий 155-мм и 203-мм снарядов. Один из первых снарядов разорвался на мостике флагмана и смертельно ранил контр-адмирала Гото (он умер на следующий день). Командование принял начальник штаба капитан 1 ранга Кикунори Кидзима. Всего за 25 минут боя крейсер получил, по разным данным, до 40 попаданий. Были убиты 8 офицеров и 71 матрос. Башни главного калибра № 2 и № 3 были выведены из строя, причём третья башня выгорела полностью. Были уничтожены почти все системы управления артогнём, несколько зенитных орудий и прожекторов, катапульта. Прочие надстройки корабля получили повреждения. Тем не менее, утром 12 октября крейсер в сопровождении Кинугаса сумел добраться до острова Шортленд и вечером следующего дня ушел в Трук. 15 октября для осмотра повреждений на корабль прибыл командующий японским флотом Исороку Ямамото. 18 октября Аоба вышел в Куре, куда прибыл для ремонта и модификации 22 октября. Ремонт корабля продолжался до 15 февраля 1943 года. На крейсере была временно демонтирована 3-я башня главного калибра, усилено зенитное вооружение, установлена новая мачта. Корабль получил новые гидросамолёты.

### Кампания 1943 года
15 февраля завершивший ремонт крейсер был причислен к Восьмому флоту и вышел в Трук, затем в Рабаул. 4 марта Аоба прибыл в Кавиенг. Через месяц, 3 апреля, находившийся на швартовой стоянке крейсер около 14:30 был атакован самолётами В-25 из состава 43-й бомбардировочной группы 5-го воздушного соединения. Во время атаки пилоты применили новый метод топ-мачтового бомбометания, добившись нескольких близких разрывов и одного попадания 227-кг бомбой в правый борт за грот-мачтой Аоба. В торпедном аппарате № 1 взорвались две боеголовки торпед типа 93, что вызвало пожар в машинном отделении № 2. В кормовой части образовалась трёхметровая пробоина. Справиться с огнём удалось к 15:20 с помощью эсминца Хацудзуки. Был отдан приказ отбуксировать крейсер в Трук, но несмотря на откачку воды, затопление кормовой части продолжалось так быстро, что Аоба в 19:35 пришлось срочно посадить на мель с креном 6 градусов. На следующий день ремонтная база Ямабико Мару начала откачку воды и заделку пробоины. 20 апреля Аоба всплыл, на следующий день был взят на буксир крейсером Сендай и 25 апреля приведён в Трук. Там с помощью ремонтного судна Акаси на нём произвели временный ремонт, закончившийся 25 июля, после чего крейсер своим ходом ушёл в Куре для основательного ремонта.
Существовало несколько вариантов дальнейшей судьбы повреждённого крейсера. Первый из них предусматривал переделку Аоба в «авианосный крейсер» с сохранением башен № 1 и № 2 и с размещением на месте кормовой шести гидросамолётов. Существовал план переделки в эскадренный танкер с заменой половины котельных и машинных отделений топливными цистернами и снижением скорости до 25-узлов. Но в итоге более простым и быстрым вариантом оказался обычный ремонт корабля с сохранением его первоначального назначения. Крейсер прибыл в Куре 1 августа и до 24 ноября 1943 года на нём выполнялись ремонтные работы. За это время была отремонтирована и возвращена на место башня главного калибра, разрушенная во время боя у мыса Эсперанс. Помимо ремонта, корабль получил радарную установку «тип 21», более мощные прожекторы. Так как ремонт был неполным, скорость крейсера снизилась до 28 узлов.

### Кампания 1944 года
По окончании ремонта Аоба 25 ноября 1943 года был прикреплён к Первому Южному Экспедиционному Флоту (он же Флот Юго-Западного района). 24 декабря он прибыл в Сингапур, где находился до 27 февраля 1944 года, изредка проводя учения на рейде Линга Роудз. С 3 по 9 января он совершил рейс по перевозке войск в Пенанг, а с 23 по 27 января - на Андаманские острова. 25 февраля Аоба ввели в состав 16-й дивизии крейсеров вместо тяжёлого крейсера Асигара.
В марте 1944 года крейсер принял участие в очередном рейде японского флота в Индийский океан в составе соединения под командованием контр-адмирала Наомаса Сакондзю (тяжелые крейсера Тоне, Тикума и Аоба). 9 марта к югу от Кокосовых островов был потоплен британский пароход Бехар. Но так как тот успел подать предупреждающий сигнал, операция была отменена. 25 марта соединение вернулось в Сингапур. В апреле—мае 1944 года крейсер в основном осуществлял транспортные операции. 23 апреля принимал участие в спасении экипажа эсминца Амагири, погибшего на магнитной мине 23 апреля. В конце апреля Аоба перебазировался на Филиппины.
В июне 1944 года крейсер дважды принимал участие в неудачной попытке доставки подкреплений на остров Биак, который подвергся атаке американского флота. Соединение контр-адмирала Сакондзю (Аоба, лёгкий крейсер Кину, 2 минных заградителя и 3 эсминца) должно было доставить 2500 человек подкрепления с Филиппин. Операцию прикрывало соединение, состоящее из линкора Фусо и 2 тяжелых крейсеров. Однако, из-за слишком раннего обнаружения операция была отменена командованием флота и корабли возвратились на базу. Вторая попытка была осуществлена только эсминцами, а Аоба осуществлял дальнее прикрытие операции, которая также завершилась неудачей. В ходе операции крейсер 6 июня был атакован 11 американскими бомбардировщиками B-24. Бой продолжался почти час, в ходе которого для отражения атак использовалась артиллерия главного калибра. Корабль не имел повреждений но и сбить хотя бы один вражеский самолёт ему не удалось. Японское командование не оставляло идею оказанная помощи Биаку, намереваясь использовать даже линкоры Ямато и Мусаси, но в середине июня начались атаки на Марианские острова и флот стал готовиться к генеральному сражению.
Аоба не был задействован в этой операции и не принимал участие в сражении у Марианских островов. Вместо этого он был направлен в Сингапур, где в июле крейсер прошёл докование и модернизацию. В очередной раз было усилено зенитное вооружение, был установлен новый радар «тип 22». После этого корабль вышел на Линга Роудз, где простоял в готовности и учениях до 21 октября. 11 октября Аоба получил лёгкие повреждения (загнуты бортовые броневые плиты) при столкновении с крейсером Кину.
К этому времени началось вторжение американцев на Филиппины и все боеспособные корабли были брошены в бой в ходе грандиозного морского сражения за Филиппины. 16-й дивизии крейсеров во главе с Аоба отводилась второстепенная роль перевозки войск в Манилу в качестве транспортного соединения. 21 октября соединение вышло с Линга в Манилу. 23 октября в 04.30 Аоба был торпедирован подводной лодкой SS-243 Брим. Из шести выпущенных торпед в крейсер попала одна. Попадание пришлось в правый борт напротив «многострадального» носового машинного отделения № 2, которое было затоплено. Крейсер получил крен в 13 градусов, был взят на буксир Кину и приведен в Манильскую бухту. Во время экстренного ремонта он 24 и 29 октября подвергался атакам палубной авиации 38-го оперативного соединения. После откачки воды из затопленных отсеков и ремонта одного турбоагрегата крейсер смог дать 5-узловой ход и 5 ноября вышел из Манилы в составе конвоя. Корабль представлял хорошую мишень для подводных лодок, но охранение конвоя сорвало все попытки атаковать корабль со стороны американской подлодки SS-310 Бэтфиш. На следующий день Аоба вновь избежал попаданий, хотя три американские подлодки выпустили по конвою в общей сложности 23 торпеды. 12 декабря 1944 года крейсер Аоба прибыл в Куре.

### Гибель корабля
Возможностей осуществить быстрый ремонт большого корабля на японских верфях уже не было. Аоба 28 февраля 1945 года переклассифицировали в резервный корабль. Его лёгкое зенитное вооружение было в очередной раз усилено после воздушных рейдов на Куре 19 марта. 20 июня Аоба снова переклассифицировали в специальный сторожевой корабль, но ошвартованный на верфи флота в Куре, он использовался как зенитная плавбатарея. Во время налётов самолётов 38-го оперативного соединения 24 июля крейсер получил одно прямое попадание и несколько близких разрывов. Бомба весом 227 кг попала в носовую часть с левого борта и, взорвавшись, разрушила среднюю палубу и обшивку, после чего вода затопила четыре отсека. Тяжелая бомба взорвалась около машинного отделения № 3, разрушив обшивку корпуса на длине около 10 метров. Около 22 часов корабль сел на грунт рядом с берегом у военной верфи на глубине около 7 метров, получив из-за рельефа дна крен на правый борт в 9 градусов.
Утром 28-го при атаке 10 самолётов того же соединения сидящий на грунте Аоба получил ещё одно прямое попадание 227-кг бомбой, которая пронзила верхнюю и среднюю палубы у основания носовой надстройки с правого борта. В результате затопило котельное отделение № 1 и вычислительный пост под бронепалубой. Днём примерно такое же количество самолётов добилось трёх прямых попаданий справа от грот-мачты.
В 16.00 при атаке высотных бомбардировщиков В-24 7-го Воздушного Соединения Аоба снова поразили бомбы. По меньшей мере три 227-кг бомбы попали в корму, за башней главного калибра № 3, поперёк корпуса, расколов его так, что отделилась корма. Командир корабля приказал покинуть крейсер. В последующие дни приступили к демонтажу легко доступного и не залитого водой вооружения и оборудования. 

Отчёт капитана корабля американской комиссии. Повреждения, причинённые крейсеру "Аоба" в результате попадания бомб

1. Попадания.

24 июля: 1 прямое попадание, 1 близкий разрыв

28 июля: 8 прямых попаданий, много близких разрывов

2. Нынешнее состояние корабля.

Вследствие тяжёлых повреждений, причинённых корпусу корабля многочисленными прямыми попаданиями и близкими разрывами бомб, корабль принял много воды и сел на грунт. Кормовая часть корпуса корабля отломилась. 

3. Размеры спасательных работ.

Всё легко доступное и не залитое водой вооружение и оборудование было снято с корабля и корабль покинут.

4. Подробности налётов.

а) Налёт 24 июля

С 06 ч. 15 м. до 16 ч. 00 м. самолёты непрерывно производили налёты на крейсер "Аоба" В течение дня налёты производили около 30 самолётов "Грумман". Они добились одного прямого попадания в носовую часть корабля, кроме того одна бомба упала очень близко от кормовой части левого борта в районе второй трубы. Близко упавшая от корабля бомба причинила следующие разрушения: полностью были затоплены все машинные и котельные отсеки № 4, 5, 6 и 7. В 10 ч. 00 м. корабль потерял плавучесть и сел на грунт.  

б) Налёт 28 июля

Около 10 самолётов "Грумман" произвели налёт на крейсер утром, и затем снова после полудня. Корабль получил четыре прямых попадания и загорелся. В 16 ч. 00 м. самолёты Б-24 произвели ещё один налёт и добились четырёх и даже больше прямых попаданий в корму в результате чего она отломилась. Корабль был покинут вследствие всех этих повреждений.

15 августа Аоба в последний раз переклассифицировали в резервный корабль, а 20 ноября исключили из списков флота. Корпус бывшего крейсера ещё больше ушел под воду во время тайфуна 18 сентября 1945 года. Остов Аоба был поднят и разобран на металл на соседней верфи компании Харима Шипбилдинг (прежняя верфь флота в Куре) в 1946-47 гг.

## Командиры корабля
Список командиров корабля:
- Отани Сиро 01.04.1927—15.11.1927
- Иноуэ Сигэёси 15.11.1927—10.12.1928
- Хигураси Тосиу 10.12.1928-30.11.1929
- Катагири Эикити 3011.1929-01.12.1930
- Кога Минэити 01.12.1930-01.12.1931
- Хосино Кураёси 01.12.1931-15.11.1932
- Койкэ Сиро 15.11.1932-15.11.1932
- Сугияма Рокудзо 15.11.1932-20.02.1934
- Гунъити Микава 20.02.1934-15.11.1934
- Гога Кэйдзиро 15.11.1934-15.11.1935
- Хираока Кумэити 15.11.1935-15.11.1937
- Хиросэ Суэто 15.11.1937-15.11.1939
- Акияма Кацудзо 15.11.1939-01.11.1940
- Мори Томоити 01.11.1940-25.07.1941
- Хисамунэ Содзиро 25.07.1941-10.11.1942
- Араки Цутау 10.11.1942-31.12.1942
- Тавара Ёсиоки 31.12.1942-24.02.1943
- Ямамори Камэноскэ 21.02.1943-01.06.1944
- Ямадзуми Тюсабуро 01.04.1944-01.01.1945
- Мураяма Сэйроку 01.01.1945-20.11.1945